# Liga Española de Baloncesto
Die Primera FEB, früher bekannt unter den Namen LEB (Liga Española de Baloncesto) oder auch LEB Oro, ist gegenwärtig die 2. spanische Basketballliga, unterhalb der Liga ACB.

## Geschichte
Den Namen Liga Española de Baloncesto oder auch Primera División trug schon die von 1957 bis 1983 unter der Schirmherrschaft des spanischen Basketballverbandes FEB als Rundenturnier ausgetragene erste Spielklasse. Nach der Neugründung des als Zusammenschluss der Profivereine entstandenen Ligaverbandes ACB, der ab 1983 selbständig die Organisation der ersten Division übernahm, ging die Bezeichnung Primera División auf die weiterhin von der FEB geleitete zweite Spielklasse über. Im Jahre 1996 schließlich wurde das spanische Ligasystem überarbeitet und der Name auf Liga Española de Baloncesto oder kurz LEB geändert. Von der Saison 2007/08 an bis 2015 trug die gegenwärtig aus 18 Mannschaften gebildete zweite Spielklasse den Sponsornamen Adecco LEB Oro, die dritte hieß Adecco LEB Plata. Danach änderte die Liga ihren Namen zu LEB Oro, seit 2024 ist die Liga unter dem Namen Primera FEB bekannt.

## Teilnehmer

### 2013/14
| - BC River Andorra - FC Barcelona Bàsquet B - Ford Burgos - Leyma Natura Básquet Coruña - CB Peñas Huesca - Força Lleida CE - Cocinas.com Logroño | - CB Breogán Lugo - Clínicas Rincón Axarquía - Club Melilla Baloncesto - Ourense Termal - Unión Financiera Baloncesto - Quesos Cerrato Palencia - Planasa Navarra |

## Meister
| Saison    | Team                                                                    |
| --------- | ----------------------------------------------------------------------- |
| 1996/1997 | Ciudad de Huelva                                                        |
| 1997/1998 | Polaris World Murcia                                                    |
| 1998/1999 | Leche Rio Breogan                                                       |
| 1999/2000 | Etosa Alicante                                                          |
| 2000/2001 | Plus Pujol Lleida                                                       |
| 2001/2002 | Etosa Alicante                                                          |
| 2002/2003 | Polaris World Murcia                                                    |
| 2003/2004 | Lagun Aro Bilbao                                                        |
| 2004/2005 | Alta Gestión Fuenlabrada                                                |
| 2005/2006 | Bruesa GBC                                                              |
| 2006/2007 | Ricoh Manresa                                                           |
| 2007/2008 | CAI Saragossa                                                           |
| 2008/2009 | CB Valladolid                                                           |
| 2009/2010 | CAI Saragossa                                                           |
| 2010/2011 | CB Murcia                                                               |
| 2011/2012 | Iberostar Canarias                                                      |
| 2012/2013 | Autocid Ford Burgos                                                     |
| 2013/2014 | River Andorra MoraBanc                                                  |
| 2014/2015 | Autocid Ford Burgos                                                     |
| 2015/2016 | Palencia Baloncesto                                                     |
| 2016/2017 | San Sebastián Gipuzkoa BC                                               |
| 2017/2018 | CB Breogán                                                              |
| 2018/2019 | Real Betis Energía Plus                                                 |
| 2019/2020 | Aufgrund der COVID-19-Pandemie in Spanien wurde kein Meister festgelegt |
| 2020/2021 | Río Breogán                                                             |
| 2021/2022 | Covirán Granada                                                         |
| 2022/2023 | MoraBanc Andorra                                                        |
| 2023/2024 | Leyma Coruña                                                            |
| 2024/2025 | Silbö San Pablo Burgos                                                  |